# Carl Adolf Martienssen
Carl Adolf Martienssen   (Güstrow, 6 de desembre de 1881 - Berlín, 1955) Va ser un pianista i educador musical alemany.
Martienssen provenia d'una nombrosa família agrícola, que aparentment només va emigrar a Mecklenburg en la generació del seu pare, el comerciant Gottlieb Martienssen. Carl Adolf Martienssen era un fill petit dels seus pares, va assistir a l'escola de la catedral de Güstrow i va rebre la primera formació musical en teoria, orgue i piano de Johannes Schondorf a la seva ciutat natal. Després de graduar-se a la secundària, Martienssen va estudiar composició amb Wilhelm Berger, musicologia amb Hermann Kretzschmar i piano tocant amb l'alumne de Liszt Karl Klindworth a Berlín, així com tocar piano amb l'alumne de Liszt Alfred Reisenauer al Conservatori de Leipzig (actualment Universitat Felix Mendelssohn Bartholdy de Leipzig). També va ser alumne de Hans Sitt i Arthur Nikisch.
El 1912 Martienssen es va casar amb la professora de veu Franziska Martienssen-Lohmann. El matrimoni, divorciat el 1927, va donar a llum dos fills. (Franziska es va casar amb el cantant i pedagog vocal Paul Lohmann el 1929).
Des de 1914, Martienssen va ser professor de piano al conservatori de Leipzig, on va ser nomenat professor el 1932. Després de la "presa del poder" per part dels nacionalsocialistes, havia estat membre del NSDAP des de l'1 de maig de 1933 (número de partit 2.382.346). El 1934, l'Aliança per a la Cultura Alemanya dirigida per Alfred Rosenberg va proposar el seu nomenament com a professor a l'Acadèmia de Música de Berlín, però va rebre el seu nomenament només el 1935 i després com a successor d'Edwin Fischer, que havia demanat l'alta del servei universitari, per concentrar-se en les seves activitats de concert. per poder concentrar-se.
Després de la Segona Guerra Mundial, Martienssen va ser professor a l'Acadèmia de Música de Rostock del 1946 al 1950, abans que fos nomenat al Conservatori Estatal de Berlín Oriental el 1950 (avui Hanns Eisler Academy of Music de Berlín).
Es va fer conegut, entre altres coses, com a autor d'escrits metòdics. (1930 "La tècnica individual de piano basada en la voluntat creativa del so", 1937 "Metodologia de les lliçons de piano individuals", 1954 "Classes de piano creatives"), que han estat publicades en diverses edicions i com a principal responsable de les precises edicions Urtext de totes les sonates de piano de Joseph Haydn, Wolfgang Amadeus Mozart, Ludwig van Beethoven, les sonatines d'Anton Diabelli, obres menors per a piano de Johann Sebastian Bach i exercicis de piano de Carl Czerny, tots publicats en diverses edicions per l'editor "CF Peters" a Leipzig van ser traslladats al moment. El 1912 va poder redescobrir la cantata de Johann Sebastian Bach "My Heart Swims in the Blood" (BWV 199), que s'havia perdut fins aleshores, això es destaca en la música lèxica de renom.
Entre els seus alumnes s'hi troben els compositors Hugo Distler, Georg Trexler, Artur Immisch o Hans Schaeuble, els directors Sergiu Celibidache i Adolf Fritz Guhl, els pianistes Karl-Heinz Schlüter, Carl Seemann, Max Martin Stein, Sebastian Peschko, Erik Then-Bergh i Viktorie Svihlikova, així com els organitzadors i directors de corals de l'"església Thomas-Cantor", Kurt Thomas (St. Thomas Church Leipzig), Kreuz-Cantor Herbert Collum (Kreuz-Church Dresden) i Robert Köbler (University Church Leipzig), el director de corals de l'Opera de l'estat alemany de Berlín Ernst Stoy i nombrosos pedagogs de música coneguts com ara August Leopolder, Ottilie Fröschle o Kurt Hessenberg.